# Maytenus umbellata
O buxo-da-rocha (Maytenus umbellata) é uma  planta  da família Celastraceae, espécie endémica da ilha da Madeira.
Apresenta-se como um arbusto com até 2 metros de altura, perenifólio. As folhas desta planta são coriáceas, elípticas, tendo de 2 a 7 centímetros de comprimento, levemente crenadas.
As flores são de cor amarelo-esverdeadas, por vezes com tonalidades avermelhadas, dispostas em cimeiras. Os frutos são globosos, com cerca de 1 centímetro de diâmetro e de cor amarelo-pálidas.
Trata-se de uma espécie endémica da ilha da Madeira, característica do zambujal e matagal de Marmulano. Aparece também na ilha do Porto Santo e nas ilhas Desertas.
A sua floração ocorre entre Setembro e Janeiro.